# Parc d'État de la côte de Nā Pali
Le parc d'État de la côte de Nā Pali  (anglais : Nā Pali Coast State Park) est un Parc d'État hawaïen situé au centre nord - ouest de Kauaiʻ, la plus ancienne île hawaïenne habitée. La côte de Nā Pali elle-même s'étend au sud-ouest à partir de la plage de Ke ʻe et s'étend jusqu'au parc d'État de Polihale. Les na pali (hautes falaises) le long du littoral s'élèvent jusqu'à 1219 mètres au-dessus de l'océan Pacifique, comptant parmi les plus hautes de la planète. Le parc d'État a été créé pour protéger la vallée de Kalalau.
À l'est du parc d'État se trouve la réserve naturelle d'État Hono O Nā Pali. Elle a été établie en 1983, puis étendue à plus de 14 km2 en 2009. Les sentiers de randonnée et les routes de chasse donnent accès aux crêtes acérées de Koke'e Road (route 550) dans le canyon Waimea.

## Galerie

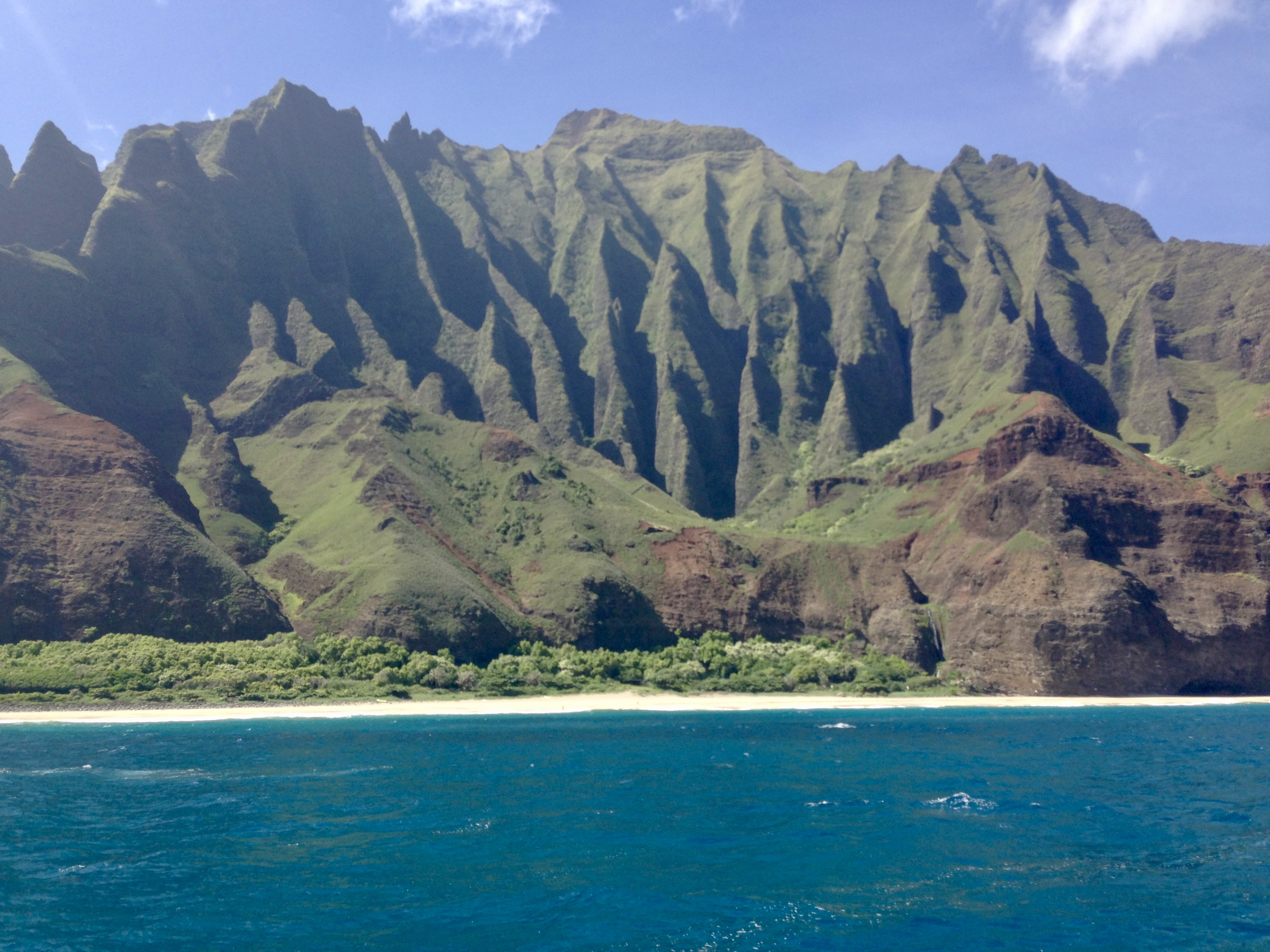
Vue sur la côte de Na Pali depuis un bateau
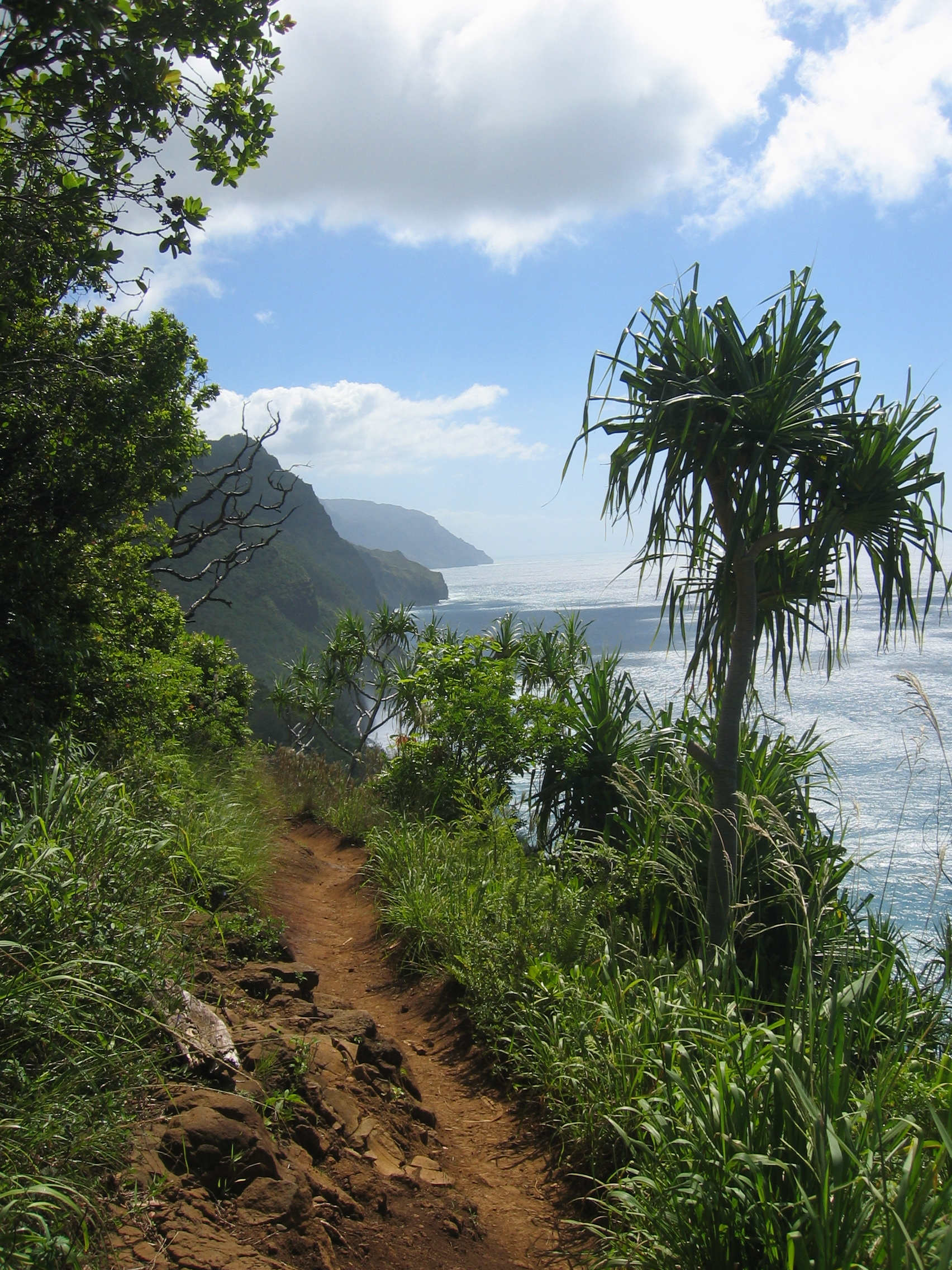
Le long du Kalalau Trail
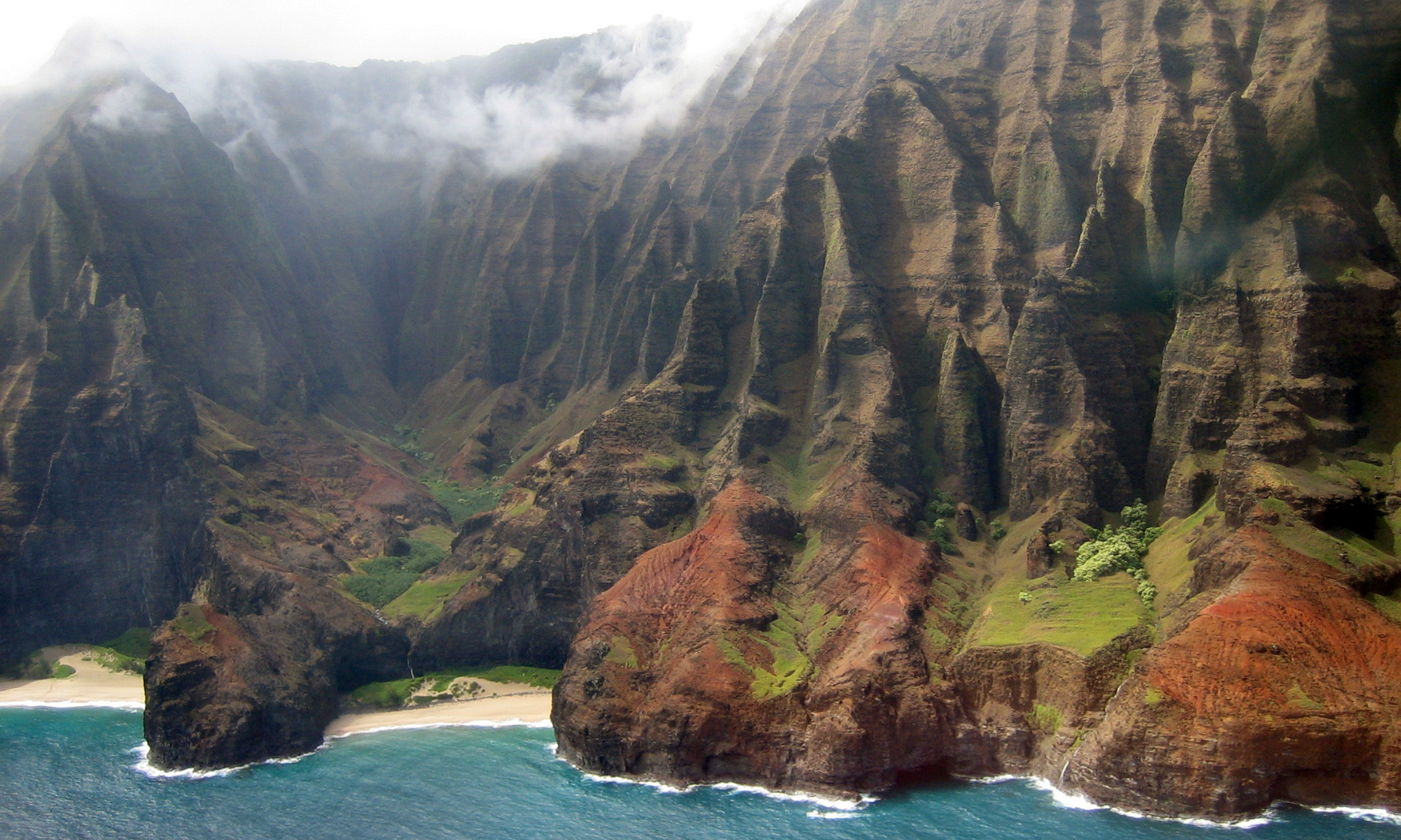
Vallée Honopū, vue aérienne
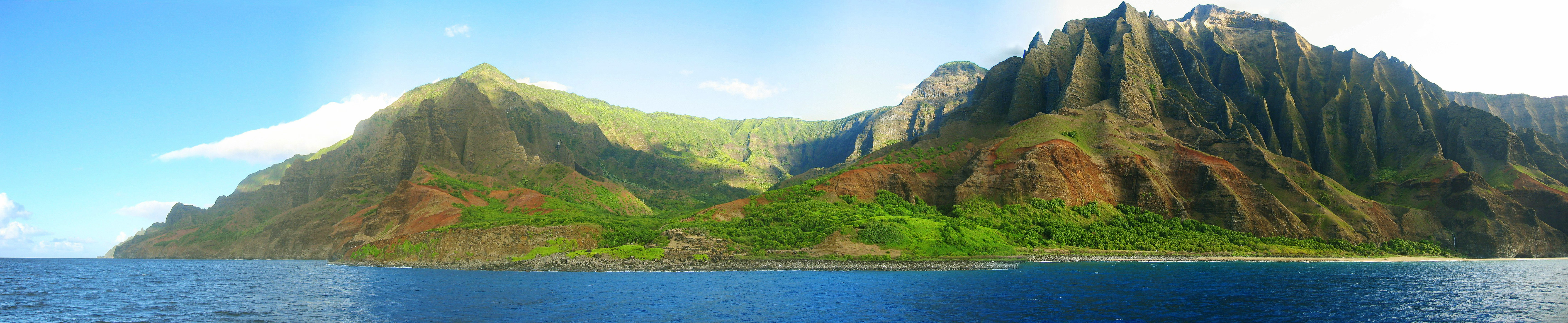
Vue de la côte de Nā Pali depuis l'océan
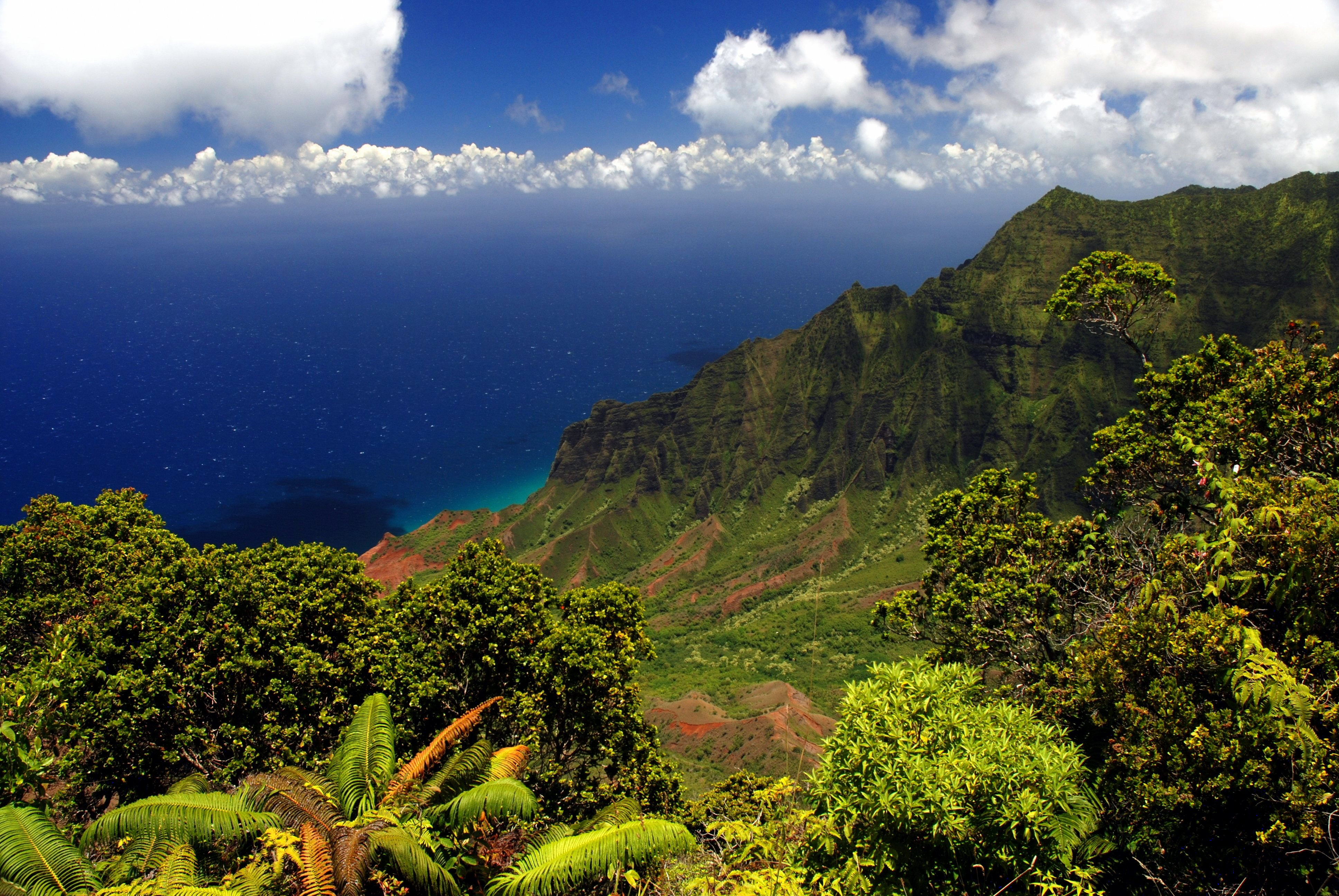
Vue sur la côte de Nā Pali